# Ejnat
Ejnat (hebrejsky עֵינַת, v oficiálním přepisu do angličtiny Enat, přepisováno též Einat) je vesnice typu kibuc v Izraeli, v Centrálním distriktu, v Oblastní radě Drom ha-Šaron.

## Geografie
Leží v nadmořské výšce 50 metrů v hustě osídlené a zemědělsky intenzivně využívané pobřežní nížině, na jižním okraji Šaronské planiny.
Obec se nachází 14 kilometrů od břehu Středozemního moře, cca 14 kilometrů východně od centra Tel Avivu a cca 79 kilometrů jihojihozápadně od centra Haify. Leží v silně urbanizovaném území, v kterém je zachován při řece Jarkon fragment původní zemědělské krajiny, jenž je na západě sevřen městem Petach Tikva a na východě městem Roš ha-Ajin. Ejnat obývají Židé, přičemž osídlení v tomto regionu je etnicky převážně židovské. 5 kilometrů severovýchodním směrem odtud ale leží město Kafr Kasim, které je součástí takzvaného Trojúhelníku obývaného izraelskými Araby.
Ejnat je na dopravní síť napojen pomocí lokální silnice číslo 444. Západně od kibucu probíhá severojižním směrem dálnice číslo 6.

## Dějiny
Ejnat byl založen v roce 1925. Respektive, tehdy byl na tomto místě založen kibuc Giv'at ha-Šloša. Roku 1952, v souvislosti s rozkolem v politické organizaci izraelských kibuců, došlo k rozdělení původního kibucu. Na místě dosavadního kibucu Giv'at ha-Šloša vznikl kibuc Ejnat, zatímco část původních obyvatel se přesunula o cca 2 kilometry k severozápadu, kde pod jménem Giv'at ha-Šloša zřídila vlastní kibuc. Na osídlení Ejnatu se podílely i rodiny z kibucu Ramat ha-Koveš, kde rovněž došlo mezi populací k politickému rozkolu.
Správní území obce dosahuje 4000 dunamů (4 kilometry čtvereční). Místní ekonomika je založena na zemědělství, funguje tu i velká pekárna a potravinářský průmysl.

## Demografie
Podle údajů z roku 2014 tvořili naprostou většinu obyvatel v Ejnat Židé (včetně statistické kategorie "ostatní", která zahrnuje nearabské obyvatele židovského původu ale bez formální příslušnosti k židovskému náboženství).
Jde o menší obec vesnického typu s dlouhodobě mírně rostoucí populací. K 31. prosinci 2014 zde žilo 778 lidí. Během roku 2014 populace stoupla o 4,1 %.
| Rok            | 1961 | 1972 | 1983 | 1995 | 2001 | 2003 | 2004 | 2005 | 2006 | 2007 | 2008 | 2009 | 2010 | 2011 | 2012 | 2013 | 2014 |
| -------------- | ---- | ---- | ---- | ---- | ---- | ---- | ---- | ---- | ---- | ---- | ---- | ---- | ---- | ---- | ---- | ---- | ---- |
| Počet obyvatel | 609  | 493  | 463  | 411  | 582  | 611  | 655  | 648  | 612  | 588  | 593  | 528  | 534  | 636  | 714  | 747  | 778  |